# Campionat Nacional d'Escala i Corda
El Campionat Nacional d'Escala i Corda fou la primera competició per a jugadors professionals d'Escala i corda de la pilota valenciana. L'organitzava la Federació de Pilota Valenciana i es disputà entre els anys 1952 i 1993 (amb un recés entre els 1953 i 1963), i va ser substituïda pel Circuit Bancaixa.
Els equips eren formats per dos o tres pilotaris (depenent de llur qualitat) i eren patrocinats pels ajuntaments i, els jugadors per empreses. El sistema de competició era una lliga d'anada i tornada entre els equips, amb una partida final d'exhibició entre campió i subcampió (amb l'excepció del 1974), així va ser fins a l'any 1983, en què es passà al format eliminatori, jugant una partida final els guanyadors de les semifinals.

## Historial
| Any       | Campió                           | Subcampió                                  | Resultat | Trinquet                 |
| --------- | -------------------------------- | ------------------------------------------ | -------- | ------------------------ |
| 1993      | Oltra, Grau, i Vicentico         |                                            |          |                          |
| 1992      | Sarasol I i Sarasol II           |                                            |          |                          |
| 1991      | Fredi, Xatet II i Ribes          | Puchol, Grau i Tino                        | 60-50    | El Zurdo (Gandia)        |
| 1990      | Oltra i José María               | Sarasol I i Sarasol II                     | 60-50    | El Zurdo (Gandia)        |
| 1989      | Genovés I i Pepet                | Pigat II i José María                      |          | Tavernes de la Valldigna |
| 1988      | Fredi, Edi i Pasqual II          | Genovés I i Sanchis                        | 60-30    | Pelayo (València)        |
| 1987      | Pigat II, Perele i Sarasol II    | Fredi, Sanchis i Pepet                     | 60-30    | Sagunt                   |
| 1986      | Fredi, Xatet II i Ribes          | Genovés I i Pepet                          | 60-35    | Alberic                  |
| 1985      | Pigat II, José María i Presencia | Puchol i Genovés I                         |          | El Zurdo (Gandia)        |
| 1984      | Puchol i Genovés I               | Fredi, José María i Vicente                |          | Alginet                  |
| 1983      | Genovés I i Pepet                | Fredi, Vinyes i Vicente                    | 60-35    | Pelayo (València)        |
| 1982      | Eusebio, Xatet II i Machí        | Fredi, Vicente i Gat I                     | -        | -                        |
| 1981      | Genovés I i Pepet                | Eusebio, Vinyes i García                   | -        | -                        |
| 1980      | Fredi, Vicente i Gat I           | Genovés I i Pepet                          | -        | -                        |
| 1979      | Genovés I i Pepet                | Eusebio, Vinyes i Gómez                    | -        | -                        |
| 1978      | Genovés I i Pepet                | Eusebio i Roget                            | -        | -                        |
| 1977      | Llopis, Xatet II i Machí         | Genovés I i García                         | -        | -                        |
| 1976      | Genovés I i García               |                                            | -        | -                        |
| 1975      | Genovés I i García               | Ricardet, Gat I, i Locheta                 | -        | -                        |
| 1974      | Llopis, Machí i García           | José Luis, Gat I i Locheta                 | 60-55    | El Zurdo (Gandia)        |
| 1973      | Antoniet, Gat I i Carboneret II  | Llopis, Natàlio i Micó                     | -        | -                        |
| 1972      | Suret I, Ruiz i Xatet II         |                                            | -        | -                        |
| 1971      | Llopis, Machí i Micó             | Eusebio i Xato de Museros                  | -        | -                        |
| 1970      | Rovellet i Pasqual I             | Llopis, Machí i García                     | -        | -                        |
| 1969      | Suret I, Xatet i Ribes           | Eusebio i Gat II                           | -        | -                        |
| 1968      | Eusebio i Ribes                  | Soro I, Peris i García                     | -        | -                        |
| 1967      | No n'hi hagué                    |                                            |          |                          |
| 1966      | Ferreret i Gat I                 |                                            | -        | -                        |
| 1965      | Soro I i Xato de Museros         | Ferrer II, Deval i Gómez                   | -        | -                        |
| 1964      | Ferrer II i Ruiz                 | Ferreret i Xatet                           | -        | -                        |
| 1953-1963 | No n'hi hagué                    |                                            |          |                          |
| 1952      | Roget i Patet de Carlet          | Enrique II, Cervera i Roget de Rafelbunyol | -        | -                        |

## Campionats

### 1952
L'any 1952 el president de la Federació, José Marín, decideix organitzar una lliga amb quasi tots els pilotaris professionals i afeccionats, resultant un total de 18 equips, no tots ells equilibrats en qualitat, motiu pel qual moltes partides s'ajornaren o no es jugaren, amb alguns equips que es retiraren. El campionat estava patrocinat pel setmanari "Deportes", quasi l'únic que feia esment aleshores a la Pilota valenciana.
La competició començà el 20 d'octubre de 1952, i estava prevista d'acabar el 20 de desembre, però es donà per acabada quan la parella de Carlet (Roget i Patet) es proclamaren matemàticament vencedors.
El gran absent fou Juliet d'Alginet, qui no hi participà per estar en desacord amb el company assignat, Pelets, i fou castigat amb no poder jugar en cap dels 9 trinquets on es disputava el Campionat durant 3 mesos. La seua revenja, però, arribà quan, després de l'exili forçat, exigí cobrar 4.000 pessetes per jugar la primera partida en cada trinquet, rescabalant-se així econòmicament de les pèrdues sofertes el temps que romangué inactiu.

#### Equips
| - Gasent, Xatet de Carlet i Navarro - Xiquet de Gata, Rodríguez i Grimalt - Ferreret, Xato de Museros i Alcover - Ibáñez, Danielet i Aureliet - Enrique I, Xato de Pedreguer i el Blau d'Alginet - Losa, Miguel i Xurret - Villareal, Mora i Peiró - Ferrer I i Deval - Royo, Albalat i Coll |  | - Enrique II, Cervera i Roget de Rafelbunyol (subcamp.) - Rovellet i Miliet - Enriquito, Balaguer i Canyeta - El Rullo, Sebastià i Cachorro - El Morquero, Crespo i Moreta - Gorrea, Gómez i Micó - El Grauero de Gandia, Ruiz i Pelets - Darás, Alberto i Xiquet de Borriol - Roget de Carlet i Patet de Carlet (camp.) |

### De 1953 a 1963
La mala organització i l'absència de la figura del moment en la primera edició provocaren la renúncia a més temporades del Campionat durant 12 anys.

### 1964
José Marín de bell nou organitzà un nou Campionat d'Espanya de Pilota Valenciana, "en conmemoración de los 25 años de Paz Española", amb només 5 equips, el qual fou un èxit. Ferrer II resultà ser-ne el campió malgrat haver entrat com a substitut d'Eusebio. Per altra banda, però, la figura del moment, Rovellet es retirà abans d'acabar la competició.

#### Equips
| - Borriana: - Ferreret i Xatet de Carlet (subcamp.) - Gandia: - Soro I i Gat I |  | - Sueca: - Llopis i Xato de Museros - Tavernes de la Valldigna: - Ferrer II i Ruiz (camp.) - València: - Rovellet i Machí |

### 1965
La parella campiona de l'any passat, Ferrer II i Ruiz, es trencà amb la lesió de Ruiz en la primera partida, motiu pel qual fou substituït per Deval i Gómez (de Benissanó).
Per primera vegada s'organitzà també el campionat de segona categoria.

#### Equips
| - Algemesí: - Llopis i Xatet de Carlet - Alzira: - Ferreret i Gat I - Llíria: - Ferrer II, Deval i Gómez (subcamp.) |  | - Massamagrell: - Soro I i Xato de Museros (camp.) - València: - Eusebio i Ribes - Vila-real: - Rovellet i Machí |

### 1966
En la partida de Ferreret i Gat I contra Soro I i Ruiz al trinquet d'Alberic els primers anaven perdent, ja que Gat I estava neguitós per la seua dona, qui estava de part en aquells mateixos moments. Va ser quan ja perdien 15-40 que li varen informar que sa dona havia donat a llum un xiquet, i llavors s'animà i acabaren guanyant la partida.

#### Equips
| - Alberic: - Soro I i Ruiz - Benissa: - Ferreret i Gat I (camp.) - Borriana: - Rovellet i Machí |  | - Gandia: - Llopis i Xato de Museros - Sueca: - Ferrer II i Natàlio - Tavernes de la Valldigna: - Suret I, Xatet de Carlet i Ribes - València: - Eusebio i Gómez |

### 1967
El 1967 no n'hi hagué, o no consta enlloc que es jugara, potser perquè José Marín deixà la presidència de la Federació.

### 1968
Jacinto Quincoces comença la seua presidència de la Federació renovellant la competició, que resultà més igualada que mai, amb empat a punts entre la parella de Eusebio i Ribes i el trio de Soro I, Peris i García, amb només un joc de diferència a favor dels primers.

#### Equips
| - Benaguasil: - Eusebio i Ribes (camp.) - Borriol: - Soro I, Peris i García (subcamp.) |  | - Montcada: - Rovellet i Xato de Museros - Vilallonga: - Llopis, Deval i Gómez |

### 1969
De bell nou empat a punts trencat per la diferència en el tanteig particular.

#### Equips
- ?
  - Eusebio i Gat II (subcamp.)
- Tavernes de la Valldigna:
  - Suret I, Xatet de Carlet i Ribes (camp.)

### 1970
Jacinto Quincoces, per a fomentar l'aparició de nous jugadors, obliga a les empreses a presentar abans de cada partida de professionals una altra de juvenils.

#### Equips
| - Benissa: - Ferreret, Oñate I i Gómez - Bétera: - Alberto, Gat I i Gat II - Gandia: - Llopis, Machí i García (subcamp.) - Massamagrell: - Soro I, Alfonso i Xato de Museros |  | - Sueca: - Eusebio i Micó - Tavernes de la Valldigna: - Suret I, Xatet de Carlet i Ribes - València: - Rovellet i Pascual (camp.) - Vila-real: - Ferrer II, Ruiz i Ramonet |

### 1971

#### Equips
| - Benissa: - Enrique II, Natàlio i Ribes - Borriana: - Alberto, Gat I i Ramonet - Gandia: - Llopis, Machí i García (camp.) - Massamagrell: - Soro I, Oñate I i García |  | - La Pobla de Vallbona: - Ricardet, Gat II i Carboneret II - Sueca: - Eusebio i Xato de Museros (subcamp.) - Tavernes de la Valldigna: - Suret I, Xatet de Carlet i Gómez |

### 1972
L'equip campió tingué dos personatges destacats: Ruiz, que tornà als trinquets 2 anys després, havent superat un càncer que li delmà les cordes vocals, i el debutant amb només 16 anys, Xatet II.

#### Equips
| - Almassora: - Suret I, Ruiz i Xatet II (camp.) - Benissa: - Enrique II, Natàlio i Carboneret II - Gandia: - Llopis i Machí - Massamagrell: - Soro I, Oñate I i Pascual |  | - La Pobla de Vallbona: - Alberto, Gat II i Ribes - Sueca: - Ferrer II, Peris i Gómez - Tavernes de la Valldigna: - Manolete, Gat I i Micó - València: - Eusebio i Xato de Museros |

### 1973
Antoniet d'Almassora debuta amb triomf.

#### Equips
| - Alzira: - Ferrer II, Machí i Ribes - Benissa: - Eusebio i García - Gandia: - Llopis, Natàlio i Micó (subcamp.) - Massamagrell: - Soro I, Oñate I i Xato de Museros |  | - La Pobla de Vallbona: - Ricardet, Peris i Pascual - Tavernes de la Valldigna: - Enrique II, Gat II i Gómez - València: - Suret I, Ruiz i Xatet II - Vila-real: - Antoniet, Gat I i Carboneret II (camp.) |

### 1974
Es prova un nou sistema de competició: En lloc d'una lligueta per punts amb una partida d'exhibició final entre campió i subcampió, només per aquest any es divideixen els equips entre nord i sud, amb dos lligues paral·leles i una final entre els campions d'ambdues lliguetes. L'any 1974 és històric, a més, per ser el debut del mític Genovés I.

#### Equips
| - Zona nord: - Borriana: - Eusebio i Pascual - Massamagrell: - Soro I, Oñate I i Micó - Moncofa: - Antoniet, Vicentico i Ramonet - La Pobla de Vallbona: - José Luis, Gat I i Locheta (subcamp.) - València: - Suret I, Ruiz i Ribes |  | - Zona sud: - Alzira: - Ferrer II, Xatet I i Xatet II - Benissa: - Enrique II, Peris i Xato de Museros - Gandia: - Llopis, Machí i García (camp.) - Sueca: - Genovés I i Carboneret II - Tavernes de la Valldigna: - Manolete, Gat II i Gómez |

### 1975
Comença el regnat de Genovés I. Per altra banda, Eusebio es lesiona i és substituït per Alberto i Natàlio.

#### Equips
| - Almassora: - Antoniet, Peris i Vicentico - Carcaixent: - Genovés I i García (camp.) - Massamagrell: - Soro I, Ruiz i Pascual |  | - La Pobla de Vallbona: - Ricardet, Gat I i Locheta (subcamp.) - Sueca: - Suret I, Gat II i Gómez - València: - Eusebio i Roget |

### 1976

#### Equips
- - Genovés I i García (camp.)

### 1977
El nou president de la FPV, Roberto Bonora, palesa el seu desconeixement de la pilota organitzant improvisadament la temporada de 1977 amb només quatre equips.
Atesa la superioritat manifesta de Genovés I, hom li prohibeix de jugar "per alt", per tal de dificultar-li el joc i anivellar les possibilitats dels rivals.

#### Equips
| - Alzira: - Llopis, Xatet II i Machí (camp.) - Massamagrell: - Soro I, Natàlio i Gat I |  | - Moncofa: - Eusebio i Peris - València: - Genovés I i García (subcamp.) |

### 1978
Genovés I, una altra volta privat de jugar "per alt", recupera el títol de campió, malgrat l'empat a punts amb el subcampió, només trencat per un joc a favor.

#### Equips
| - Borriana: - Antoniet, Peris i Vicentico - Gandia: - Llopis, Vicente i Machí - Pedreguer: - Juanito, Vinyes i Gat I |  | - La Pobla de Vallbona: - Genovés I i Pepet (camp.) - Sueca: - Eusebio i Roget (subcamp.) |

### 1979
De bell nou, Genovés I només pot jugar "per baix", i de bell nou empata a punts amb Eusebio, resultant campió per un sol joc a favor.

#### Equips
| - Gandia: - Juanito, Xatet II i Machí - Massamagrell: - Genovés I i Pepet (camp.) - Sueca: - Eusebio, Vinyes i Gómez (subcamp.) |  | - València: - Fredi, Locheta i Gat I - Vila-real: - Antoniet, Peris i Vicentico |

### 1980
Genovés I no pot superar el hàndicap d'haver de jugar només "per baix", i dona el relleu als emergents Fredi, Vicente i el veterà Gat I. Per altra banda, la lesió d'Eusebio obliga a ajornar les partides del seu equip, i, finalment, a prescindir de la seua participació per manca de restos que el substituïren amb garanties.

#### Equips
| - Borriana: - Antoniet, Vinyes i Vicentico - Gandia: - Ribera I, Xatet II i Machí |  | - Massamagrell: - Eusebio, Locheta i Ribes - La Pobla de Vallbona: - Genovés I i Pepet (+ feridor: García) (subcamp.) - València: - Fredi, Vicente i Gat I (camp.) |

### 1981
Genovés I fou, una altra volta, privat de jugar "per alt", però les lesions que venia patint li fan plantar cara a l'organització, de manera que es nega a acceptar aqueixa condició i, desfermat, guanya el Campionat invicte.

#### Equips
| - Bétera: - Genovés I i Pepet (+ feridor: Gómez) (camp.) - Gandia: - Eusebio, Vinyes i García (subcamp.) |  | - La Pobla de Vallbona: - Antoniet, Xatet II i Machí - València: - Fredi, Vicente i Gat I |

### 1982
La nova etapa de la FPV amb Enrique Menéndez com a president comença amb el patrocini de la Diputació de València.

#### Equips
| - Castalla: - Genovés I i Pepet (+ feridor: Gómez) - Guadassuar: - Antoniet, Vinyes i Vicentico |  | - Llíria: - Fredi, Vicente i Gat I (subcamp.) - Massamagrell: - Eusebio, Xatet II i Machí (camp.) |

### 1983
Totes les partides es juguen als trinquets de Pelayo i Guadassuar.

#### Equips
| - Antoniet, Vicente i Pepet - Eusebio, Xatet II i Gat I |  | - Fredi, Vinyes i Vicentico (subcamp.) - Genovés I i Pepet (camp.) |

### 1984
La dimissió d'Enrique Menéndez força a jugar totes les partides al trinquet d'Alginet.
Genovés I torna a fer història guanyant el títol, ara en la posició de "mitger" per imposició de l'organització.

#### Equips
| - Eusebio, Avenalleda i Presencia - Fredi, José María i Vicentico (subcamp.) |  | - Oltra, Xatet II i Pepet - Puchol i Genovés I (+feridor: Machí II) (camp.) |

### 1985
El primer campionat organitzat pel nou president de la FPV, Víctor Iñúrria, fou jugat íntegrament al Trinquet El Zurdo de Gandia.
Una altra volta, Genovés I és forçat a jugar en una posició que no li és natural, malgrat les nombroses queixes i lesions que adduïa.

#### Equips
| - Fredi i Floreal - Oltra i Xatet II - Pigat II, José María i Presencia (camp.) |  | - Puchol i Genovés I (subcamp.) - Sarasol I i Joaquín |

### 1986
En l'edició del 1986 totes les partides es jugaren al trinquet d'Alzira, excepte la final, a Alberic.

#### Equips
| - Fredi, Xatet II i Ribes (camp.) - Genovés I i Pepet (subcamp.) |  | - Pigat II, José María i Presencia - Sarasol I, Joaquín i Gat I |

### 1987
El 1987 es disputà al trinquet de Sagunt, recent estrenat i cobert, amb el patrocini de l'ajuntament i Caixa Sagunt.

#### Equips
| - Eusebio, Xatet II i Pasqual II - Fredi, Sanchis i Pepet (subcamp.) |  | - Oltra, José María i Vicentico - Pigat II, Perele i Sarasol II (camp.) |

### 1988
La Generalitat Valenciana patrocinà l'edició del 1988 del Campionat, dintre de la programació commemorativa dels "750 anys del naixement del Poble Valencià".
Les partides es jugaren als trinquets de Borriana, Massamagrell i Pelayo (València).

#### Equips
| - Fredi, Edi i Pasqual II (camp.) - Genovés I i Sanchis (subcamp.) |  | - Pigat II, Xatet II i Vicentico - Sarasol I, José María i Pepet |

### 1989
Jugada el novembre de 1989, les partides es disputaren als trinquets de Guadassuar, Massamagrell i Tavernes de la Valldigna.

#### Equips
| - Fredi i Xatet II - Genovés I i Pepet (camp.) |  | - Pigat II i José María (subcamp.) - Sarasol I i Sarasol II |

### 1990
L'any 1990 s'estrena la prohibició d'enviar la pilota a les galeries del trinquet: Galeries prohibides.
A més a més, aquest és el primer any que Canal 9 emet en directe la final des del Trinquet El Zurdo de Gandia. Les altres canxes que n'allotjaren partides foren els trinquets d'Alginet, Castelló, La Pobla de Vallbona i Tavernes de la Valldigna.
La polèmica vingué de la mà del Genovés I, qui no s'avingué a portar la samarreta oficial, amb publicitat de la mútua Mavda, puix no coincidia amb els seus patrocinadors. Finalment, però, sí que jugà quan veié que la Federació convocava en el seu lloc a Núñez i Joaquín.

#### Equips
| - Feliu, Edi i Vinyes - Fenollosa, Bartual i Vicentico - Fredi i Xatet II - Genovés I i Pepet |  | - Oltra i José María (camp.) - Pigat II, Perele I i Salva - Puchol, Grau i Pascualín - Sarasol I i Sarasol II (subcamp.) |

### 1991
De bell nou patrocinada per l'asseguradora valenciana Mavda, les partides es jugaren als trinquets d'Alginet, Castelló, El Zurdo de Gandia, Massamagrell, Pelayo de València, La Pobla de Vallbona i Tavernes de la Valldigna.

#### Equips
| - Feliu, Pigat III i Vinyes - Fenollosa, José María i Sanchis - Fredi, Xatet II i Pepet (camp.) - Genovés I i Perele I |  | - Mezquita, Edi i Vicentico - Paquito, Joaquín i Pascualín - Puchol, Grau i Tino (subcamp.) - Sarasol I i Sarasol II |

### 1992

#### Equips
- Sarasol I i Sarasol II (camp.)

### 1993

#### Equips
- Oltra, Grau, i Vicentico (camp.)